# Frank Elliott (ator)
Frank Elliott (Cheshire, 11 de fevereiro de 1880 – Los Angeles, julho de 1970) foi um ator britânico que apareceu em oitenta filmes durante a carreira.

## Filmografia parcial
| Ano  | Título                     | Papel                  |
| ---- | -------------------------- | ---------------------- |
| 1915 | Nearly a Lady              | Lorde Cecil Grosvenor  |
| 1915 | Mr. Grex of Monte Carlo    | Lorde Huntersley       |
| 1919 | The Love That Dares        | Ned Beckwith           |
| 1919 | Love Insurance             | Allan ‘Lorde’ Harrowby |
| 1920 | Once to Every Woman        | Duque de Devonshire    |
| 1920 | The Hope                   | Hector Grant           |
| 1921 | Alias Ladyfingers          | Justin Haddon          |
| 1921 | The Last Card              | Tom Gannell            |
| 1921 | The Speed Girl             | Carl D'Arcy            |
| 1922 | The Impossible Mrs. Bellew | Conde Radistoff        |
| 1923 | Ruggles of Red Gap         | Honorável George       |
| 1923 | Gentle Julia               | Randolph Crum          |
| 1924 | Secrets                    | Robert Carlton         |
| 1927 | Fourth Commandment         | Frederick Stoneman     |
| 1928 | Easy Virtue                | Coronel Whittaker      |
| 1941 | Zis Boom Bah               | Mr. Kendricks          |
| 1947 | Life With Father           | Dr. Somers             |
| 1951 | Darling, How Could You!    | Simms                  |